# Starbound
『Starbound』（スターバウンド）は、PC用のサンドボックスゲーム。

## 概要
Terrariaの元デザイナーによる独立系制作会社「Chucklefish」が開発した。
2013年12月4日に最初のバージョンが公開されて以降、およそ2年半のベータ開発期間を経て、2016年7月23日に正式版としてリリースされた。